# Земплинске Храдиште
Земплинске Храдиште (слч. Zemplínske Hradište) насељено је мјесто са административним статусом сеоске општине (слч. obec) у округу Требишов, у Кошичком крају, Словачка Република.

## Становништво
| Година:    | 1994. | 2004.   | 2014.   | 2024.   |
| ---------- | ----- | ------- | ------- | ------- |
| Број људи: | 1166  | 1150    | 1136    | 1084    |
| Разлика:   |       | -1,37 % | -1,21 % | -4,57 % |

| Година:    | 2023. | 2024.   |
| ---------- | ----- | ------- |
| Број људи: | 1099  | 1084    |
| Разлика:   |       | -1,36 % |

Према подацима о броју становника из 2011. године насеље је имало 1.162 становника.